# Aldo Camerino
Aldo Camerino, noto anche con lo pseudonimo di Marco Lombardi (Venezia, 3 novembre 1901 – Venezia, 16 gennaio 1966), è stato un critico letterario, traduttore e scrittore italiano.

## Biografia
Nacque a Cannaregio, Calle Loredan al civico 4428 nel 1901, Aldo Camerino collaborò come critico letterario con diversi quotidiani e riviste, quali La Nazione di Firenze, La Gazzetta del Popolo di Torino, Il Gazzettino di Venezia, Il Mondo.
Lettore attento e ottimo traduttore di autori classici e moderni di lingua inglese (Shakespeare, Stevenson, Steinbeck, Cronin, Joyce) e francese (Éluard, Gide, Boulle), ebbe il merito di segnalare, assai prima che fossero tradotti in italiano, scrittori come Jerome David Salinger e Frederick Rolfe, conosciuto anche come Baron Corvo.
Come scrittore sono da segnalare le sue prose d'arte, gli elzeviri e l'elegante memorialistica.
Fece parte della giuria del premio letterario "Leonilde e Arnaldo Settembrini-Mestre", istituito nel 1959 e dal 1991 gestito dalla Regione Veneto.
Venne perseguitato dalle Leggi razziali fasciste del 1938 a causa della sua origine ebraica, seppur non fosse praticante. Per questo motivo fu costretto a nascondersi e, dopo aver trovato riparto da diverse famiglie di conoscenti, venne infine ospitato dall'architetto Carlo Scarpa fino alla fine del periodo fascista, in un connubio di personalità tutto legato alla Fondazione Querini Stampalia che aveva probabilmente fatto da tramite tra i due. 
Nel 1948 a Venezia sposa Ginevra Vivante. 
Dal 1945 sino alla sua morte, fu in corrispondenza con numerosi editori, scrittori e intellettuali, italiani ed europei, quali Cecchi, Gadda, Palazzeschi, Pavese. L'epistolario, composto da oltre un migliaio di lettere, è conservato presso il Centro di ricerca interdipartimentale sulla tradizione manoscritta di autori moderni e contemporanei
dell'Università degli Studi di Pavia. Sposò il soprano veneziano Ginevra Vivante. 
Persona schiva e modesta, morì nel 1966, a sessantacinque anni, nella città natale.
Durante le persecuzioni razziali pubblicò con lo pseudonimo di Marco Lombardi.

## Opere
- Il salotto giallo, Padova, Rebellato, 1958.
- Macchina per i sogni, Padova, Rebellato, 1963.
- Gazzetta veneta, Milano, All'insegna del pesce d'oro, 1965.
- Cari fantasmi, prefazione di Emilio Cecchi, Milano, A. Mondadori, 1966.
- Scrittori di lingua inglese, Milano-Napoli, Ricciardi, 1968.
- Poesie, Vicenza, Neri Pozza, 1977, a cura di Carlo Della Corte e Ugo Fasolo. Prefazione di Luigi Baldacci. Con un'acquaforte originale, numerata e firmata, di Neri Pozza

### Traduzioni
- John Webster, Il diavolo bianco, o Vittoria Corombona, Firenze, Sansoni, 1944.
- Paul Éluard, Poesie, trad. di Gennaro Masullo, Leone Traverso e Aldo Camerino, Venezia, Edizioni del Cavallino, 1945.
- Alfred Jarry, Ubú re. Dramma in 5 atti, Venezia, Edizioni del Cavallino, 1945.
- O. Henry, Il dono dei re magi, Venezia, Ed. del Tridente, 1946.
- A. J. Cronin, Il castello del cappellaio, trad. di Aldo Camerino e Carlo Izzo, Milano, Bompiani, 1946.
- André Gide, Paludi, Venezia, Neri Pozza, 1946.
- William Austin, Peter Rugg, l'errante, Venezia, N. Pozza, 1946.
- John Steinbeck, Vicolo Cannery , Milano, Bompiani, 1946.
- William Shakespeare, Teatro, vol. III, trad. di Aldo Camerino e altri, Firenze, Sansoni, 1947.
- Stephen Crane, La prova del fuoco, Torino, Einaudi, 1948.
- Frederick Rolfe, Adriano VII, Roma, G. Casini, 1952.
- Stuart Cloete, La collina delle colombe, Milano, Bompiani, 1952.
- Charles Williams, Discesa all'inferno, Venezia, Sodalizio del libro, [1959?].
- Édouard Dujardin, Non più allori, Venezia, Sodalizio del libro, [1959?].
- Jan Mens, La vita appassionata di Rembrandt, Milano, Aldo Martello, 1959.
- Pierre Boulle, La maschera del magistrato, Milano, Aldo Martello, 1960.
- Marcel Aymé, La traversata di Parigi, Venezia, Sodalizio del libro, 1960.
- James Joyce, Musica da camera, Milano, All'insegna del pesce d'oro, 1961.
- Stanley Ellin, Strane storie, Venezia, Sodalizio del libro, 1961.
- William Beckford, Vathek e gli episodi, Milano, Bompiani, 1966.
- Stanley Ellin, La specialita della casa e altre storie del mistero, trad. di Aldo Camerino e Giovanni Raboni, Milano, A. Mondadori, 1973.

### Curatele
- Robert Louis Stevenson, Virginibus puerisque, Padova, Ape, 1946.
- Max Beerbohm L'ipocrita felice e altri racconti, a cura di Aldo Camerino ed Emilio Cecchi, Milano, Bompiani, 1947.
- Oscar Wilde, Tutte le opere, Roma, G. Casini, 1951.
- Vittorio Imbriani, Dio ne scampi dagli Orsenigo, Firenze, Le Monnier, 1956.
- Carlo Chiaves, Sogno e ironia. Versi, 1910, Venezia, Neri Pozza, 1956.
- Robert Louis Stevenson, Racconti e favole, Milano, A. Mondadori, 1959.
- Lorenzo Montano, Viaggio attraverso la gioventù secondo un itinerario recente, Milano, Rizzoli, 1959.
- Charles Cros, I monologhi (1842-1888), Milano, Bompiani, 1959.
- AA. VV., Le più belle pagine del 1960 scelte nei quotidiani italiani, Milano, Aldo Martello, 1961.
- AA. VV., Le più belle pagine del 1961 scelte nei quotidiani italiani, Milano, Aldo Martello, 1962.
- Guillaume Apollinaire, I colchici e altre poesie, Padova, Rebellato, 1966.

## Fondo librario
Un primo e consistente gruppo di materiale bibliografico fu venduto da Aldo Camerino alla Fondazione Querini Stampalia di Venezia nel 1938, successivamente all'introduzione delle Leggi razziali in Italia. Trovandosi in ristrettezze economiche, Camerino propose al Direttore della Fondazione, nonché suo conoscente, di vendere la sua intera biblioteca per ottenere il denaro necessario a nascondersi. 
Una ulteriore lascito della biblioteca personale di Camerino è stata acquisita negli anni '70 dall' Università Ca' Foscari Venezia ed è oggi consultabile su richiesta presso la Biblioteca di Area Umanistica (BAUM).